# 奧里利亞 (愛荷華州)
奧里利亞（英語：Aurelia）是美国艾奥瓦州切羅基縣下轄的一个城市。2010年人口统计为1,036人。